# Sandra Taylor

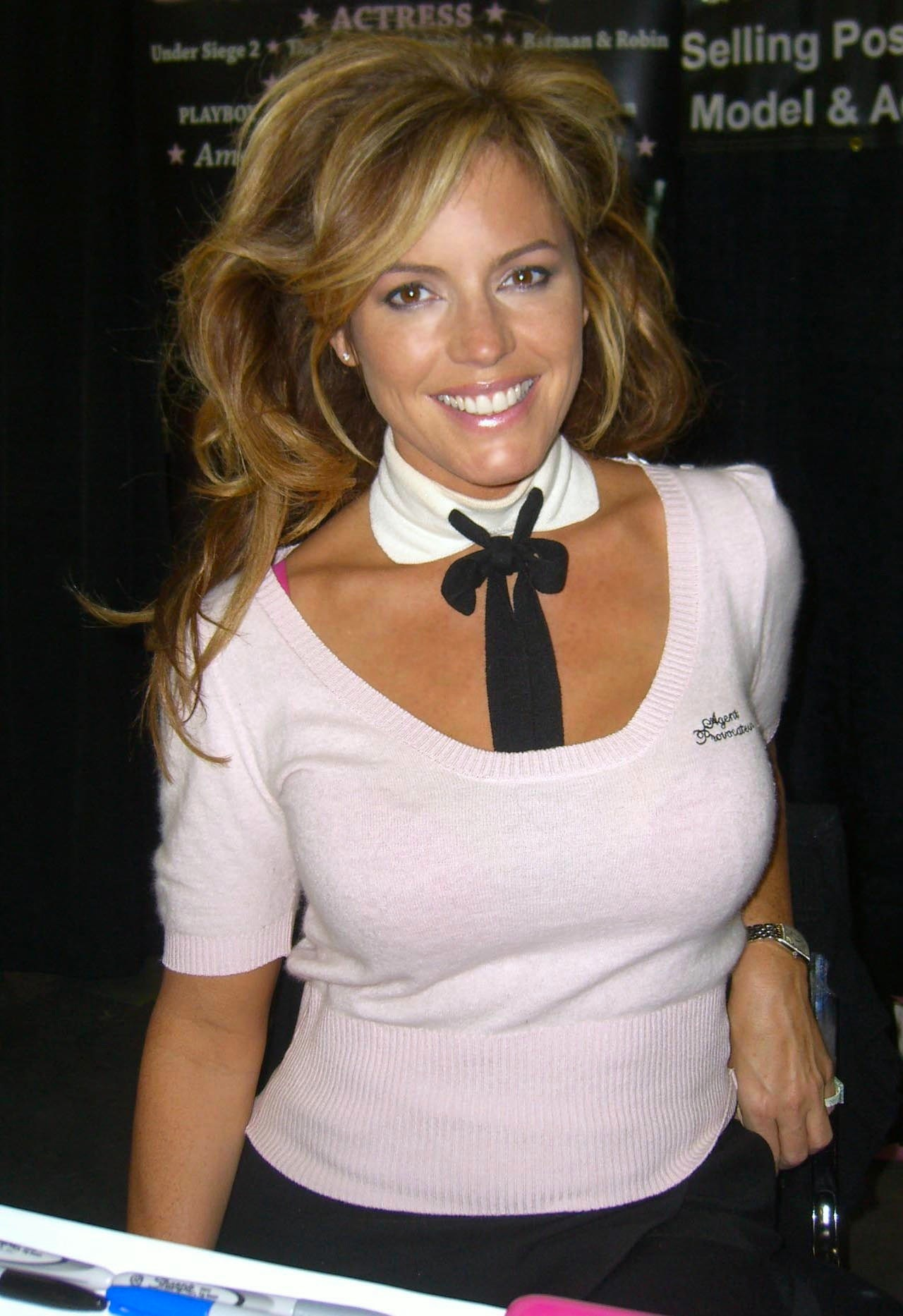
Sandra Taylor (2009)

Sandra Taylor (* 26. Dezember 1966 in Westchester, New York) auch bekannt als Sandi Korn, ist eine US-amerikanische Schauspielerin und Model.
Unter dem Namen Sandi Korn war sie Penthouse Pet of the Month im März 1991. In dieser Zeit war sie auch mit dem Quarterback der Buffalo Bills, Jim Kelly, liiert.
Später, als Sandra Taylor, posierte sie nackt für den Playboy und zierte auch das US-Cover der Juli-Ausgabe von 1995 (In der deutschen Ausgabe war sie ebenfalls abgebildet, allerdings zierte dort Arabella Kiesbauer das Cover), um den Film Alarmstufe: Rot 2 zu promoten.
Andere, zumeist kleinere Rollen hatte Sandra in den Filmen L.A. Confidential, Batman & Robin, Die Braut, die sich nicht traut, Plötzlich Prinzessin, Plötzlich Prinzessin 2 und in je einer Folge der Serien Eine schrecklich nette Familie und King of Queens.

## Filmografie (Auswahl)
- 1994: Eine schrecklich nette Familie (Married… with Children, Fernsehserie)
- 1995: Alarmstufe: Rot 2 (Under Siege 2: Dark Territory)
- 1997: L.A. Confidential
- 1997: Batman & Robin
- 1999: Die Braut, die sich nicht traut (Runaway Bride)
- 2004: Liebe auf Umwegen (Raising Helen)